# Iwan Nemzow
Iwan Nemzow (russisch Иван Немцов; * um 1665; † 1747 in St. Petersburg) war ein russischer Schiffbauer.

## Leben
Nemzows Vorfahren waren Sewerodwinsker Bauern. Mit seinem Bruder Ilja arbeitete er schon früh beim Bau von Küstenschiffen mit und wurde im Norden als geschickter Schiffbauer von kleineren und größeren Handelsschiffen bekannt. Im Winter 1696 schickte der Archangelsker Woiwode Fjodor Apraxin Nemzow und seinen Bruder zur Woronescher Admiralität für den Bau von Galeeren für Asowfeldzüge Peters I. Dort ernannte Peter I. Nemzow zum Soldaten der 1. Korporalschaft der Bombardier-Kompanie des Preobraschenski Leib-Garderegiments.
Im Januar 1702 wurde Nemzow auf die Solombala-Werft auf der Insel Solombala in Archangelsk geschickt, um zusammen mit den Bombardieren des Preobraschenski-Regiments Gawriil Menschikow, Filipp Paltschikow und Lukjan Wereschtschagin den Bau zweier kleiner 12-Kanonen-Fregatten schnell abzuschließen, so dass sie im Mai 1702 im Beisein Peters I. von Stapel liefen.
1703 schickte Fjodor Apraxin die Brüder Nemzow auf die neue Olonezer Werft am Swir in Lodeinoje Pole, wo Iwan Nemzow als Schiffbau-Untermeister und Ilja Nemzow als Schiffbau-Lehrling den niederländischen Meistern halfen. Ab April 1703 beteiligte sich Iwan Nemzow am Bau des ersten Linienschiffs der Baltischen Flotte, der 28-Kanonen-Fregatte Schtandart des Meisters Wybe Gerens, die im August 1703 von Stapel lief. Im selben Monat kam Peter I. als Schiffbau-Meister Peter Michailow auf die Olonezer Werft und legte selbst die 14-Kanonen-Schnau Munker (Mon coeur) auf Kiel mit Iwan Nemzow als Assistenten, der dann den Bau durchführte. Die von Nemzow gebaute Schnau lief im September 1704 von Stapel und war gelungener und schneller als erwartet, was Vizeadmiral Cornelius Cruys und Peter I. wiederholt erwähnten. Peter I. benutzte sie häufig bei seinen Fahrten zu den Kriegsschauplätzen im Großen Nordischen Krieg. Im Herbst 1704 legte Peter I. nach eigenem Entwurf die 32-Kanonen-Fregatte Olifant auf Kiel, die er dann mit Wybe Gerens und Nemzow baute. Daneben baute Nemzow mit häufig wechselnden ausländischen Meistern 14-Kanonen-Schnauen.

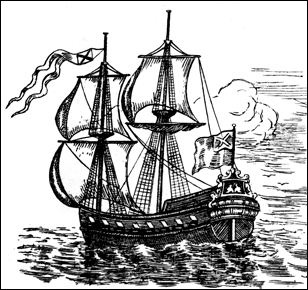
Munker (Pieter Picart, 1711)

1705 kam Nemzow wieder nach Woronesch, um als Assistent mit den Schiffbau-Meistern Peter Michailow und Fedossei Skljajew das 80-Kanonen-Linienschiff Stary Orjol (Out Adler) und das 50-Kanonenschiff Lastka zu bauen (Stapellauf 1709). 1706 baute Nemzow selbständig zwei Yachten nach Zeichnungen Peters I. und 1707 eine 12-Kanonen-Tartane. Auch ging er mit dem Schiffbau-Meister Joseph Nye und dem Schiffbau-Untermeister Hendrik Jansen nach Tawrow bei Woronesch, um das Holz für zwei Linienschiffe auszuwählen und vorzubereiten. 1708 begann Nemzow den Bau dreier 4-Kanonen-Brigantinen. 1710 baute er Schiffskamele für die Überführung der Lastka auf dem Don über die Untiefen des Mündungsdeltas ins Asowsche Meer. Auf der Tawrower Werft ließ er im selben Jahr zwei 14-Kanonen-Schnauen von Stapel laufen und rüstete sie gleich aus, so dass sie sofort in die Asow-Flotte übernommen werden konnten. 1712 stellte er die Brigantinen und 20 Großlastenboote fertig. 1713 baute er weitere Transportboote und auch zwei Linienschiffe, die von Richard Cosenz begonnen worden waren. Dazu setzte er Linienschiffe der Asow-Flotte instand.
Als Peter I. auf der St. Petersburger Admiralitätswerft nach eigenem Entwurf das erste 90-Kanonenschiff der Baltischen Flotte, die Lesnoje, im November 1714 auf Kiel legte, gehörte Nemzow zu seinen Assistenten, den er aus Tawrow hatte kommen lassen (Stapellauf Juli 1718). Ab 1716 führte Nemzow auch Arbeiten für das daneben von Richard Brawn gebaute 90-Kanonen-Linienschiff Friedrichstadt aus. 1717 wurde Nemzow zur Überprüfung und Inventarisierung von Schiffsholz nach Pustosersk geschickt. 1718 kam er wieder auf die Olonezer Werft, wo er mit dem ukrainischen Schiffbauer Wassili Schpak zwei Schiffshebeschiffe, zwei Wassertanker und einige Fleuten und Galioten baute. In St. Petersburg baute er 1718–1719 zwei 12-Kanonen-Huker für den Gütertransport auf Flüssen und Seen. Im Januar 1720 wurde er nach Reval geschickt, um beschädigte Schiffe aus der Seeschlacht bei Grönham wieder instand zu setzen. 
In St. Petersburg entwickelte Nemzow im Auftrag Peters I. auf der Grundlage des französischen, venezianischen und osmanischen Galeerenbaus eine Methode für die Projektierung von Galeeren mit 22, 20 und 16 Ruderbänken. 1721 befahl ihm Peter I. für das Galeeren-Geschwader der Baltischen Flotte Galeeren nach französischer Art zu bauen, die nicht nur Infanterie transportieren konnten („Kampfgaleeren“), sondern auch Kavallerie („Pferdegaleeren“). In diesem Jahr baute Nemzow zwei Galeeren mit 19 Ruderbänken, eine Galeere mit 20 Ruderbänken und zwei Galeeren mit 22 Ruderbänken.
Im Februar 1722 wurde Nemzow von Peter I. nach Moskau gerufen, wo er angewiesen wurde, eiligst in Nischni Nowgorod Schiffe für den Persischen Feldzug zu bauen. Im Mai 1723 waren 42 Transportschiffe ausgerüstet, von denen er 20 selbst gebaut hatte, und 8 neuartige Heckboote von Stapel gelaufen und ausgerüstet. Dann arbeitete er wieder auf der Olonehzer Werft und baute mit Wassili Schpak zwei Ewer, aber auch Schärenboote, Fleuten und andere kleinere Schiffe. 1724 kehrte er nach St. Petersburg zurück und wurde Leiter des Galeerenhofs. Er baute weiter viele Galeeren bis zu seinem Tod.